# Metalurgia del hierro en África

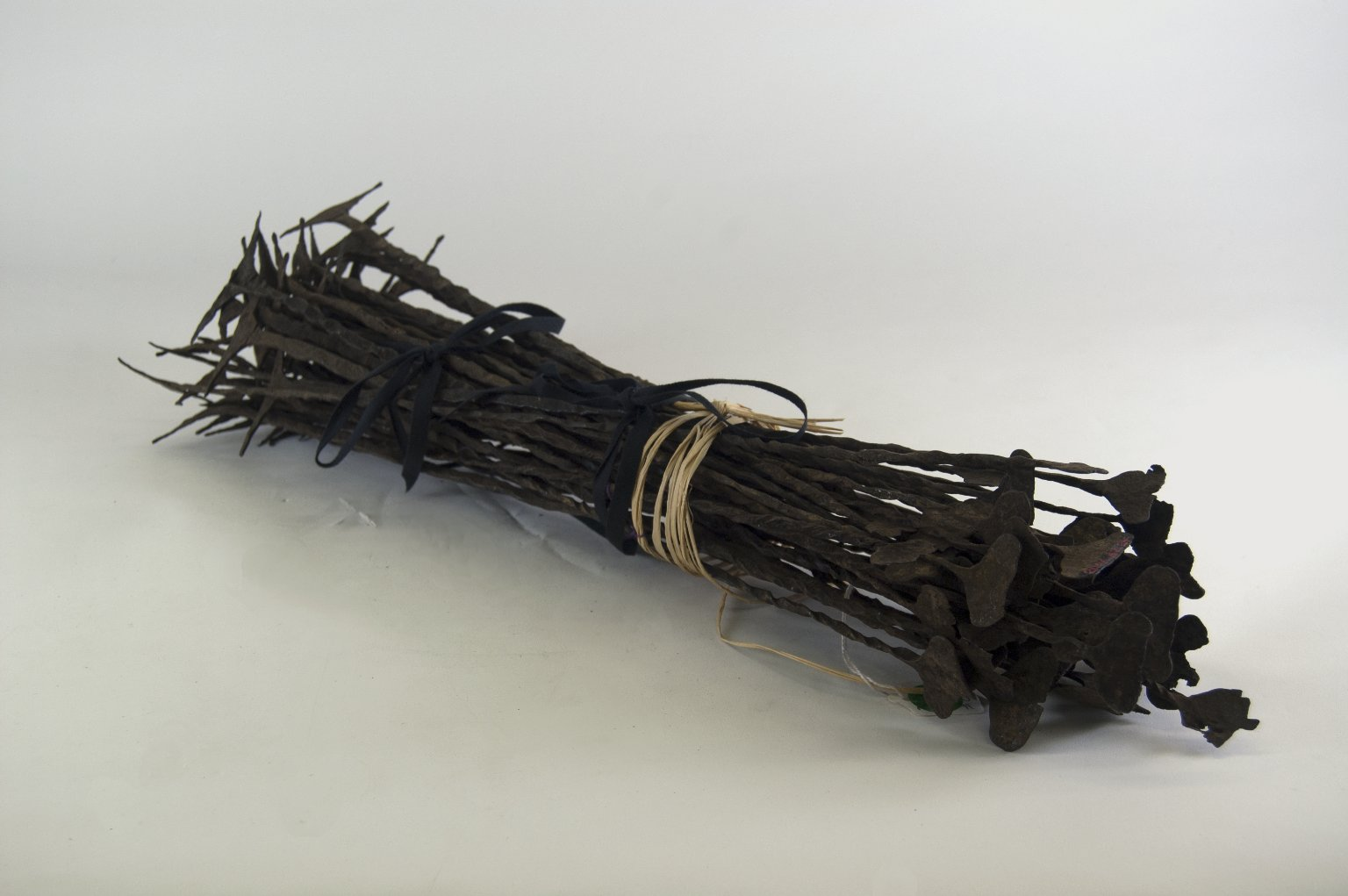
Un paquete de peniques kissi en el Museo Brooklyn.

La Metalurgia del hierro en África, inicial en el África subsahariana abarca tanto los estudios de la tecnología y la arqueología de la producción autóctona de hierro, como la comprensión del papel que jugó la producción de hierro en las sociedades africanas antes de la colonización europea.
La cultura Nok de Nigeria practicó la fundición de hierro desde el año 1000 a. C. El cercano yacimiento de Djenné-Djenno del Valle de Níger entre Malí y Nigeria muestra evidencia de producción de hierro de alrededor del 250 a. C. La tecnología se extendió por la expansión bantú en África oriental y meridional durante los años 500 a. C- a 400 d. C- como se muestra en la cultura Urewe.

## Evidencia arqueológica de los orígenes y la propagación de la producción de hierro en África
Aunque los orígenes del trabajo del hierro en África han sido tema de interés académico desde la década de 1860, todavía no se sabe si esta tecnología se difundió en el África subsahariana desde la región mediterránea, o si se inventó allí con bastante independencia del hierro trabajando en otra parte. Aunque algunos eruditos europeos del siglo XIX favorecieron una invención indígena del hierro trabajando en África subsahariana, los arqueólogos que escribieron entre 1945 y 1965 favorecieron principalmente la difusión de la tecnología de la fundición de hierro desde Cartago a través del Sahara hasta África occidental, o desde Meroe en el Nilo superior a África central, o ambos. La datación por radiocarbono a fines de la década de 1950 permitió ubicar sitios metalúrgicos en el África subsahariana —ya que el combustible utilizado para la fundición y la forja era siempre carbón— y para fines de la década de 1960 se habían obtenido fechas de radiocarbono sorprendentemente antiguas para los sitios de fundición de hierro en Nigeria y África central (Ruanda, Burundi). A la vista de esto algunos estudiosos afirmaron que el hierro se inventó de forma independiente en el África subsahariana. Estas conclusiones fueron prematuras, ya que no había pruebas firmes en ese momento para la antigüedad del trabajo en hierro en Cartago o Meroe. La evidencia de una fundición temprana fenicia de hierro en el Mediterráneo occidental (900-800 a. C.) no se encontró hasta la década de 1990,  y todavía no se sabe cuándo se practicó por primera vez el hierro fundido en Kush y Meroe en el Sudán moderno. Desde mediados de la década de 1970 hubo nuevas reivindicaciones independientes para la invención de la fundición de hierro en el centro de Níger,  y desde 1994-1999 la UNESCO financió una iniciativa «Les Routes du Fer en Afrique / The Iron Routes in Africa» para investigar los orígenes y la difusión de la metalurgia del hierro en África. Esto financió tanto la conferencia sobre el Principio del hierro en África y el Mediterráneo como un volumen, publicado por la UNESCO, que ha generado mucha controversia porque incluía únicamente autores que simpatizaban con la opinión de que la fundición de hierro se inventó independientemente en África.
Se publicaron dos revisiones principales de la evidencia a mediados de la década del 2000. Ambos autores concluyeron que existían defectos técnicos importantes en cada uno de los estudios que alegaban una invención independiente. Tres problemas principales  fueron identificados. El primero era si el material fechado por radiocarbono estaba en asociación arqueológica segura con residuos de hierro. Muchas de las fechas de Níger, por ejemplo, se basaban en materia orgánica en tiestos que yacían en la superficie del suelo junto con objetos de hierro. El segundo problema es el posible efecto del «carbono viejo»: madera o carbón mucho más antiguo que el momento en que se fundió el hierro. Este es un problema particular en Níger, donde los tocones carbonizados de árboles antiguos son una fuente potencial de carbón, y algunas veces han sido mal identificados como hornos de fundición. Un tercer problema es la falta de precisión inherente del método de radiocarbono en sí mismo en el rango del 800 al 400 a. C., que es atribuible a la producción irregular de radiocarbono en la atmósfera superior. Desafortunadamente, la mayoría de las fechas de radiocarbono para la difusión inicial de la metalurgia del hierro en África subsahariana se encuentran dentro de este rango.
La controversia estalló de nuevo con la publicación de las excavaciones de Étienne Zangato y sus colegas sobre sus excavaciones en la República Centroafricana. En el sitio de Oboui excavaron una forja de hierro sin fecha, para la cual obtuvieron ocho fechas consistentes de radiocarbono del 2000 a. C. Esto haría de Oboui el sitio de trabajo de hierro más antiguo del mundo, y más de mil años mayor que cualquier otra evidencia anticuada de hierro en África Central. La opinión entre los arqueólogos africanos está muy dividida. Algunos aceptan esta interpretación, pero también se ha sugerido que Oboui es un sitio muy alterado, con carbón viejo que se ha elevado al nivel de la forja mediante la excavación de pozos en niveles más antiguos. También se han planteado preguntas sobre el inusual buen estado de conservación del hierro metálico del sitio.
En resumen, no hay pruebas de que la tecnología de trabajo de hierro se haya llevado a través del Sahara al África subsahariana; ni hay prueba de invención independiente. Dada la multitud de problemas potenciales con la datación por radiocarbono en el primer milenio a. C., el arqueólogo que trata de fechar la metalurgia africana más antigua necesita hacer un uso rutinario de la datación por luminiscencia de la arcilla cocida de los hornos de fundición.
A pesar de que los orígenes de la fundición de hierro son difíciles de fechar por radiocarbono, hay menos problemas con su uso para rastrear la expansión del trabajo de hierro después del 400 a. C.. En la década de 1960 se sugirió que el trabajo con el hierro era difundido por hablantes de lenguas bantúes, cuyo territorio original fue localizado por lingüistas en el valle del río Benue en el este de Nigeria y el oeste de Camerún. Desde entonces, se ha demostrado que no se pueden rastrear palabras para el hierro para reconstruir el protobantú, así que claramente la metalurgia se adquirió mucho después de la dispersión original de hablantes bantúes. El lingüista Christopher Ehret argumenta que las primeras palabras para trabajar el hierro en lenguas bantúes fueron tomadas de las lenguas de Sudán Central, probablemente en algún lugar cerca de la moderna Uganda y Kenia, mientras que Jan Vansina, argumenta en cambio que se originaron en lenguas no bantúes en Nigeria, y que la metalurgia del hierro se extendió hacia el sur y el este a hablantes de lenguas bantúes, que ya se habían dispersado en la selva tropical del Congo y en la región de los Grandes Lagos.  Cualquiera de estas interpretaciones es correcta, la evidencia arqueológica indica claramente que la agricultura de hierro y cereales (mijo y sorgo) se extendió desde el sur de Tanzania y el norte de Zambia, comenzando en el siglo I a. C., hasta la región oriental del Cabo, actual Sudáfrica, que se alcanzó en el siglo III.

## Técnicas
Todos los procesos de fundición autóctona africana del hierro son variantes del proceso de sus hornos de florecimiento. Se ha registrado una gama mucho más amplia de procesos de fundición en el continente africano que en otras partes del Viejo Mundo, probablemente porque las «bloomeries» —tipo de horno que antiguamente se usó para fundir hierro de sus óxidos—, permanecieron en uso en el siglo XX en muchas partes del África subsahariana, mientras que en Europa y en la mayor parte de Asia fueron reemplazados por el alto horno antes de que pudieran registrarse la mayoría de las variedades de «bloomeries». La compilación de WW Cline de los registros de testigos oculares de la fundición de hierro de la península durante los últimos 250 años en África es invaluable y ha sido complementado por estudios etnoarqueológicos y arqueológicos más recientes. Los hornos utilizados en los siglos XIX y XX abarcan desde hornos de cubeta pequeños, excavados desde la superficie del suelo y alimentados por fuelles, a través de hornos de fuelle de hasta 1,5 m de altura, hasta hornos de tiro natural de 6,5 m —es decir, hornos diseñados para funcionar sin fuelle—. La variedad verdaderamente notable de hornos de florecimiento africanos refleja adaptaciones locales a minerales particulares, condiciones ecológicas y circunstancias sociales, como la abundancia o la escasez de mano de obra. En gran parte de África tropical, el mineral utilizado fue laterita, que está disponible en los antiguos cratones continentales de África occidental, central y meridional. La arena de magnetita, concentrada en arroyos por el agua que fluye, a menudo se usaba en áreas más montañosas, para elevar el beneficio de la concentración de hierro. Los trabajadores de hierro precoloniales en la actual Sudáfrica incluso fundieron minerales de hierro y titanio que no pueden ser utilizados por los altos hornos modernos. Esto es porque el óxido de titanio no se reduce en las bloomeries, y se mezcla fácilmente con hierro y sílice para producir escorias fluidas. En el alto horno, el óxido de titanio se reduce parcialmente y hace que las escorias de calcio-magnesio-sílice-alúmina sean pegajosas, de modo que no se puedan drenar del horno.
El combustible utilizado era invariablemente carbón, y los productos eran la floración —una masa sólida de hierro— y la escoria —un producto de desecho líquido—. Los herreros africanos producían regularmente flores de acero no homogéneas, especialmente en los grandes hornos de tiro natural. Estas masas o flores invariablemente contenían algunas escorias atrapadas, y después de sacarlas del horno tenían que recalentarse y martillarse para expulsar tanta escoria como fuera posible. Las barras semi acabadas de hierro o acero se comercializaban en algunas partes de África occidental, como por ejemplo en Sukur, en la frontera entre Nigeria y Camerún, que en el siglo XIX exportaba miles de barras al año al norte de la cuenca del lago Chad.]
A diferencia de los trabajadores de las fundiciones de hierro en Europa, India o China, los trabajadores metalúrgicos africanos no utilizaron la energía del agua para soplar fuelles en hornos demasiado grandes como para ser soplados con fuelles de mano. Esto se debe en parte a que el África subsahariana tiene mucho menos potencial de energía hidráulica que estas otras regiones, pero también porque no se desarrollaron técnicas de ingeniería para convertir el movimiento rotatorio en movimiento lineal. Sin embargo, los herreros africanos inventaron una forma de aumentar el tamaño de sus hornos, y por lo tanto la cantidad de metal producido por carga, sin usar fuelles. Fue el horno de tiro natural, que está diseñado para alcanzar las temperaturas necesarias para formar y drenar la escoria mediante el uso de un efecto de chimenea: el aire caliente deja atraer más aire a través de las aberturas en la base. —Los hornos de tiro natural no deben confundirse con hornos eólicos, que son invariablemente pequeños—. El horno de tiro natural fue la única innovación africana en metalurgia ferrosa que se extendió ampliamente. Los hornos de tiro natural eran particularmente característicos de los bosques de sabana africanos, y se utilizaban en dos cinturones: a través de los bosques sahelianos desde Senegal en el oeste hasta Sudán en el este y en los bosques de Brachystegia-Julbenardia del sur de Tanzania, al norte de Zimbabue. Los hornos de tiro natural más antiguos que se han encontrado se encuentran en Burkina Faso y datan de los siglos VII y VIII. Las grandes masas de escoria —de 10.000 a 60.000 toneladas— notadas en algunos lugares de Togo, Burkina Faso y Malí reflejan la gran expansión de la producción de hierro en África Occidental después del año 1000, que está asociada con la difusión de la tecnología de horno de tiro natural. Pero no toda la producción de hierro a gran escala en África se asoció con los hornos de tiro natural: los de Meroe (Sudán, del siglo I al V) se produjeron mediante hornos de escoria y fuelles, y el gran hierro del siglo XVIII y XIX. industria de los pastizales de Camerún mediante hornos de fuelle sin golpeo. Todas las fundiciones de hierro a gran escala registradas hasta ahora se encuentran en las zonas saheliana y sudanesa que se extienden desde Senegal en el oeste, hasta Sudán en el este; no hubo concentraciones de fundición de hierro como estas en el centro o sur de África.
Estas técnicas ahora están extintas en todas las regiones del África subsahariana, a excepción de algunas regiones muy remotas de Etiopía. En la mayoría de las regiones de África cayeron en desuso antes de 1950. La razón principal fue la creciente disponibilidad de hierro importado de Europa. Los herreros todavía trabajan en las áreas rurales de África para fabricar y reparar herramientas agrícolas, pero el hierro que usan es importado o reciclado de viejos vehículos de motor.

## Usos
El hierro no era el único metal que se usaba en África; cobre y latón fueron también muy utilizados. Sin embargo, la expansión constante del hierro significó que debió haber tenido propiedades más favorables para muchos usos diferentes. Su durabilidad sobre el cobre significó que se utilizó para fabricar muchas herramientas, desde piezas de cultivo hasta armamento. El hierro se usó para adorno personal en joyería, impresionantes piezas de arte e incluso instrumentos. Fue utilizado para monedas de diferentes formas. Por ejemplo, el penique Kissi una forma tradicional de moneda de hierro utilizada para comerciar en África Occidental. Son varillas de hierro retorcidas que van desde <30 cm hasta > 2 m de longitud, debido a su escaso valor eran agrupados en paquetes, por lo general de 20 varillas. Las sugerencias para sus usos varían desde las excrex|transacciones maritales, o religiosa por su uso en los entierros a grado tal que cuando uno de estos se rompía era considerado sin valor hasta que un «zoe» (brujo) lo reparaba en una ceremonia especial, por lo que se le dio el apodo de «dinero con un alma». Hay muchas formas diferentes de monedas de hierro, a menudo, según las regiones, diferentes en forma y valor. El hierro no reemplazó a otros materiales, como la piedra y herramientas de madera, pero la cantidad de producción y la variedad de usos encontrados, en comparación, fueron significativamente más altos.

## Significado social y cultural
Es importante reconocer que, si bien la producción de hierro tuvo una gran influencia tanto en el comercio y la expansión cultural de África, como en las creencias y rituales sociales, existe una gran variación regional. Gran parte de la evidencia de la importancia cultural proviene de las prácticas que todavía realizan hoy las diferentes culturas africanas. La información etnográfica ha sido muy útil para reconstruir los eventos que rodearon la producción de hierro en el pasado, sin embargo, las reconstrucciones pudieron haberse distorsionado a través del tiempo y la influencia de los estudios de antropólogos.
La Edad del Hierro de África se basó en la revolución agrícola, impulsada por el uso de herramientas de hierro. Las herramientas para el cultivo y la agricultura hicieron que la producción fuera mucho más eficiente y posible a escalas mucho más grandes. Anzuelos, flechas y lanzas ayudaron a cazar. Las armas de hierro también influyeron en la guerra. Estos artículos, además de la producción de otros objetos de hierro ayudaron a estimular la actividad económica, el aumento de los cacicazgos e incluso estados. El control de la producción de hierro fue a menudo hecho por los mismos trabajadores del hierro, o por un «poder central» en sociedades más grandes como reinos o estados. Se cree que la demanda de comercio resultó en que algunas sociedades funcionaran únicamente como fundidores o herreros, y se especializaron en una de las muchas habilidades necesarias para el proceso de producción. Es posible que esto también haya hecho a comerciantes especializados en el transporte y trato del hierro. Sin embargo, no todas las regiones se beneficiaron de la industrialización de la producción de hierro, algunas sufrieron problemas medioambientales debido a la deforestación masiva necesaria para proporcionar el carbón para los hornos de combustible —por ejemplo, la crisis ecológica de la Región MENA—.
Las fundiciones de hierro y los herreros recibieron un estatus social diferente según su cultura. Algunos estaban considerados en más baja categoría en su sociedad debido al aspecto del trabajo manual y las asociaciones con la brujería, por ejemplo, en Maasai y Tuareg. En otras culturas, las habilidades a menudo se transmitían a través de la familia y recibían un gran estatus social, dentro de su comunidad. Su poderoso conocimiento les permitió producir materiales en los que confiaba toda la comunidad. En algunas comunidades se creía que tenían poderes sobrenaturales tan fuertes que se les consideraba tan importantes como el rey o el jefe. Por ejemplo, una excavación en la tumba real del Rey Rugira, en África Oriental, se encontraron dos yunques de hierro colocados en su cabeza, lo que sugiere su importancia y poderosa significación.

## Rituales
El proceso de fundición a menudo se llevó a cabo lejos del resto de la comunidad. Los herreros se convirtieron en expertos en rituales para alentar la buena producción y para protegerse de los malos espíritus, incluyendo canciones y oraciones, además de la entrega de medicinas e incluso sacrificios. Estos últimos generalmente se colocaban en el horno o se entierraban debajo de la base del horno. Los ejemplos que se han encontrado se remontan a comienzos de la Edad de Hierro en Tanzania y Ruanda.
Algunas culturas asociaron el simbolismo sexual con la producción de hierro. La fundición se integra con la fertilidad de su sociedad, ya que con la reproducción natural se compara la producción de la floración con la concepción y el nacimiento. Hay muchos tabúes estrictos que rodean el proceso. El trabajo de fundición se realiza en su totalidad por hombres y, a menudo fuera de la aldea. Para las mujeres tocar cualquiera de los materiales o estar presentes podía poner en peligro el éxito de la producción. Los hornos también están a menudo extravagantemente adornados para parecerse a una mujer, la «madre de la flor».